# (37222) 2000 WB142
2000 WB142 (asteroide 37222) é um asteroide da cintura principal. Possui uma excentricidade de 0.09631510 e uma inclinação de 14.30442º.
Este asteroide foi descoberto no dia 20 de novembro de 2000 por LONEOS em Anderson Mesa.